# Codificación MLT-3

Ejemplo de codificación MLT-3. Las líneas de color claro indican dos estados anteriores.

La codificación MLT-3 (MultiLine Transmission, 3 niveles) es un código de línea que utiliza tres niveles de voltaje. 

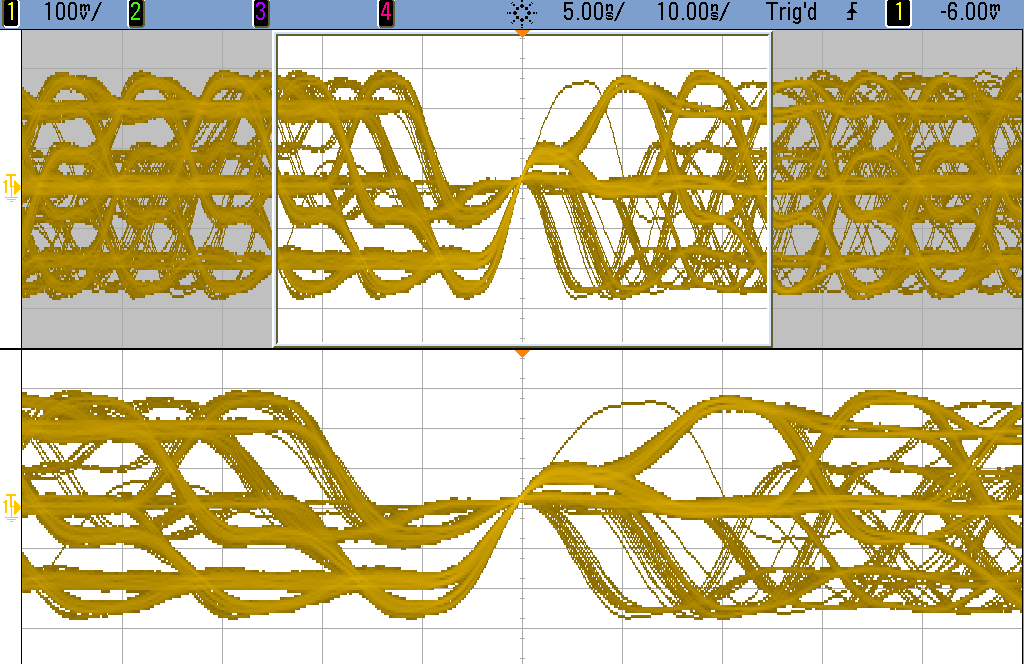
Patrón ocular de una señal MLT-3 capturada desde un osciloscopio

Es un código ternario (3 niveles: -V, 0, +V) que sólo presenta cambios entre niveles de tensión adyacentes, a lo sumo; únicamente el cambio de voltaje es importante (el voltaje en si es irrelevante). Los cambios de voltaje siguen un ciclo o periodo (0, -V, 0, +V, 0, -V, 0, +V, 0, ...). Se mueve al siguiente estado para transmitir un bit 1 y permanece en el mismo estado para transmitir un bit 0.  Este esquema de codificación suaviza mucho las variaciones de la señal en el medio, de modo que, en el dominio de la frecuencia, se reduce considerablemente el margen de frecuencia ocupado. Esto hace que la transmisión de señales sea más adecuada para cables de cobre.
Una interfaz MLT-3 emite menos interferencia electromagnética y requiere menos ancho de banda que la mayoría de las otras interfaces binarias o ternarias que operan a la misma velocidad de bits.

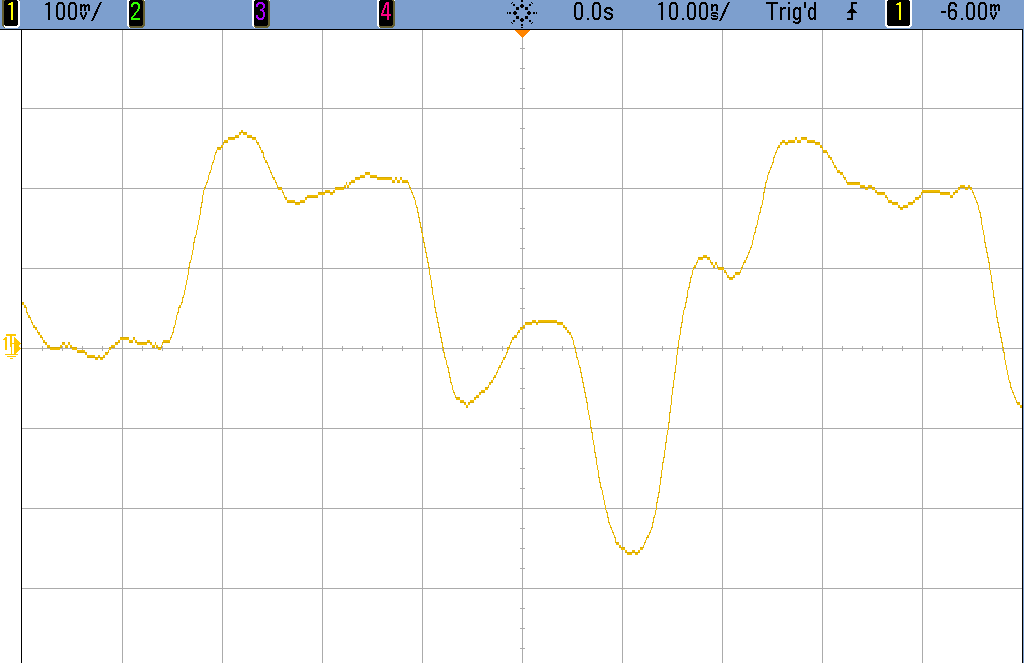
Señal de Ping capturada por un osciloscopio codificada en MLT-3 usando el protocolo 100BASE-T Ethernet

La no transición en un bit 0 significa que, para uso práctico, el número de bits 0 consecutivos en los datos transmitidos debe estar limitado; es decir, debe estar precodificado utilizando un código de longitud limitada . Esto da como resultado una tasa de bits efectiva ligeramente inferior a un bit por baudio o cuatro bits por ciclo.
MLT-3 fue introducido por primera vez por Crescendo Communications  como un esquema de codificación para la interconexión de cobre FDDI (TP-PMD,  también conocido como CDDI ). 